# Chiune Sugihara
Chiune Sugihara (jap. 杉原 千畝 Sugihara Chiune; używał także imienia Sempo (sinojapońskie czytanie znaków 千畝), ur. 1 stycznia 1900, zm. 31 lipca 1986) – japoński dyplomata, słynny głównie z powodu pomocy udzielanej kilku tysiącom Żydów, chcącym uciec z terytorium Litwy po rozpoczęciu jej okupacji przez Armię Czerwoną 15 czerwca 1940 roku, a przed formalną aneksją Litwy przez ZSRR (3 sierpnia 1940) i likwidacją konsulatu Cesarstwa Japonii w Kownie, gdzie pełnił funkcję konsula. Jego działania bywają porównywane do dokonań Oskara Schindlera.

## Wiadomości ogólne
Chiune Sugihara urodził się 1 stycznia 1900 roku w miejscowości, która obecnie nazywa się Mino, w powiecie Kamo, w prefekturze Gifu należącej do regionu Chūbu. Pochodził ze średniozamożnej rodziny (jego matką była Yatsu Sugihara – wywodząca się z rodu samurajskiego, a ojcem Yoshimizu Sugihara). Miał czterech braci i jedną siostrę.

## Edukacja i służba wojskowa
W 1912 roku ukończył z wyróżnieniem szkołę podstawową Furuwatari, a następnie kontynuował naukę w prefekturalnej szkole średniej (według dawnego systemu) w Nagoi. Umyślnie oblany egzamin na akademię medyczną był wyrazem sprzeciwu wobec woli ojca. Chiune Sugihara chciał bowiem studiować coś zupełnie innego i w 1918 roku wstąpił na Uniwersytet Waseda, gdzie studiował literaturę angielską. Rok później zdał egzamin konkursowy w Ministerstwie Spraw Zagranicznych. Dzięki temu udało mu się uzyskać miejsce w służbie dyplomatycznej, początkowo w Harbinie w Chinach, gdzie uczył się języków: rosyjskiego i niemieckiego. Wkrótce stał się ekspertem w zakresie spraw dotyczących Rosji.
W latach 1920–1922 Sugihara odbył zasadniczą służbę wojskową, którą ukończył w randze podporucznika. W 1928 otrzymał awans na porucznika.

## Mandżuria
Jako urzędnik Ministerstwa Spraw Zagranicznych oddelegowany do Mandżurii, gdzie objął funkcję wiceministra spraw zagranicznych w rządzie Mandżukuo. W tym charakterze uczestniczył w negocjacjach ze ZSRR dotyczących przejęcia Kolei Wschodniochińskiej przez Mandżukuo. Opuścił swoje stanowisko w proteście przeciwko poniżającemu traktowaniu Chińczyków przez Japończyków.
Podczas pobytu w Harbinie poślubił rosyjską emigrantkę Klaudię, z którą się rozwiódł przed powrotem do Japonii. Po przybyciu do ojczyzny poślubił Yukiko Kikuchi.

## Litwa

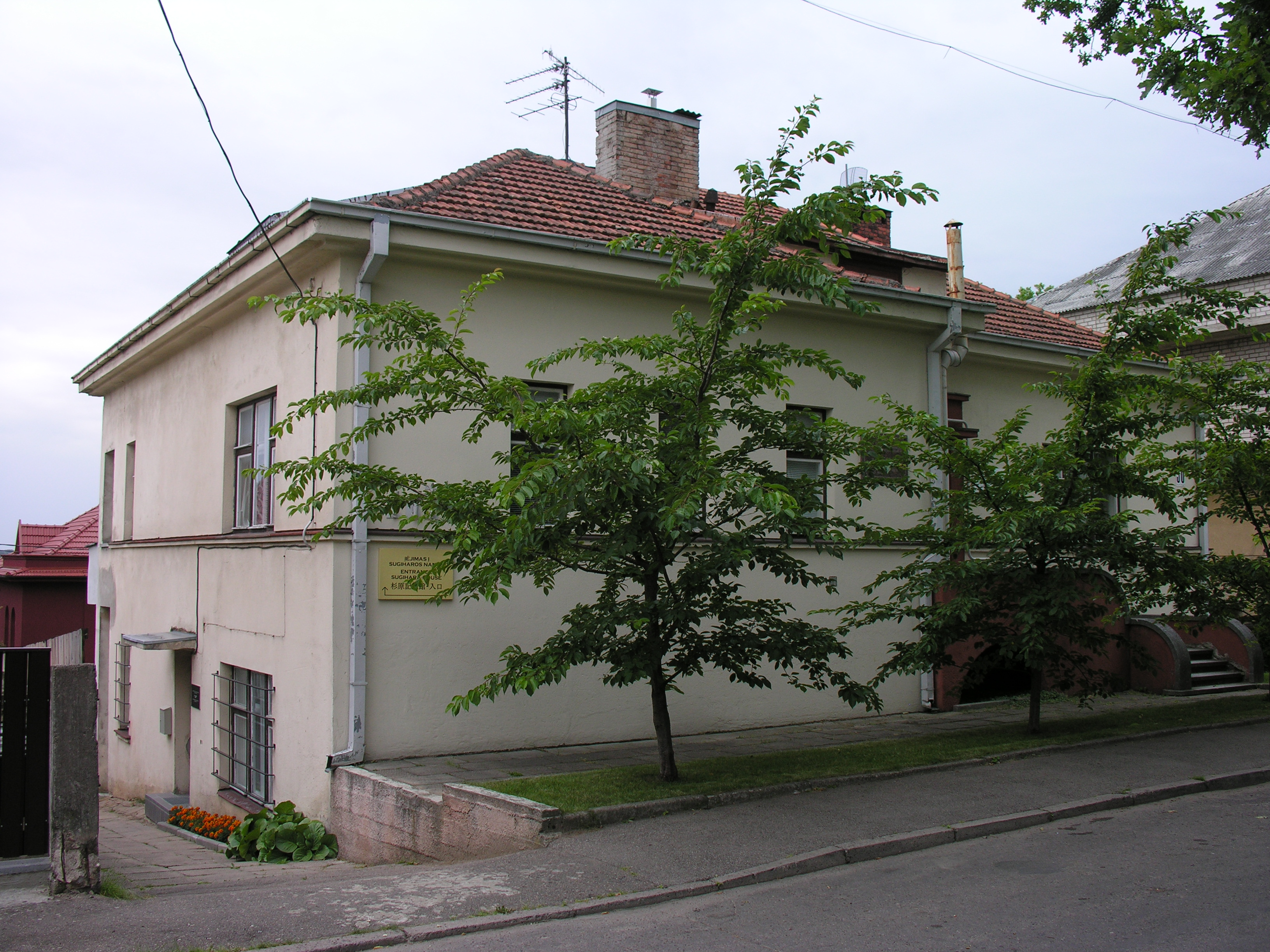
Budynek dawnego konsulatu japońskiego w Kownie

W latach 1936–1938 pracował w placówkach w Moskwie i Helsinkach, a w 1939 r. Sugihara został wicekonsulem w Kownie na Litwie. Równocześnie powierzono mu zadanie obserwowania ruchów wojsk sowieckich i niemieckich. Sugihara współpracował także z Oddziałem II Sztabu Głównego WP w ramach większej operacji współdziałania polsko-japońskiego w zakresie wywiadowczym. W listopadzie 1939 nawiązał kontakt z oficerem II Oddziału, Leszkiem Daszkiewiczem.
Gdy Armia Czerwona okupowała Litwę 15 czerwca 1940, wielu żydowskich uciekinierów z Polski usiłowało dostać wizę wyjazdową z ZSRR. Bez tego dokumentu podróż była prawie niemożliwa i niebezpieczna, ponadto większość krajów nie chciała przyjmować osób nie posiadających takich wiz. Holenderski konsul Jan Zwartendijk umożliwił niektórym z nich udanie się do Curaçao – holenderskiej wyspy na Karaibach oraz do Surinamu jako krajów trzeciego przeznaczenia, gdzie nie trzeba było mieć wiz wjazdowych.
Pewna część tych osób zgłaszała się też do konsulatu japońskiego, usiłując zdobyć wizę do Japonii. Japonia w tym czasie zachowywała neutralność w stosunku do kwestii żydowskiej i domagała się posiadania wiz jedynie od osób nie posiadających wystarczających funduszy lub takich, które złamały procedury emigracyjne. Większość uciekinierów nie spełniała tych kryteriów. Sugihara kontaktował się trzykrotnie z centralą w Japonii w celu uzyskania instrukcji dotyczących dalszego postępowania. Za każdym razem ministerstwo odpowiadało, że wszystkie osoby, którym przyzna się wizy, powinny dostać jedynie wizy tranzytowe, tylko z prawem przejazdu przez Japonię. Od tej reguły miało nie być wyjątków.

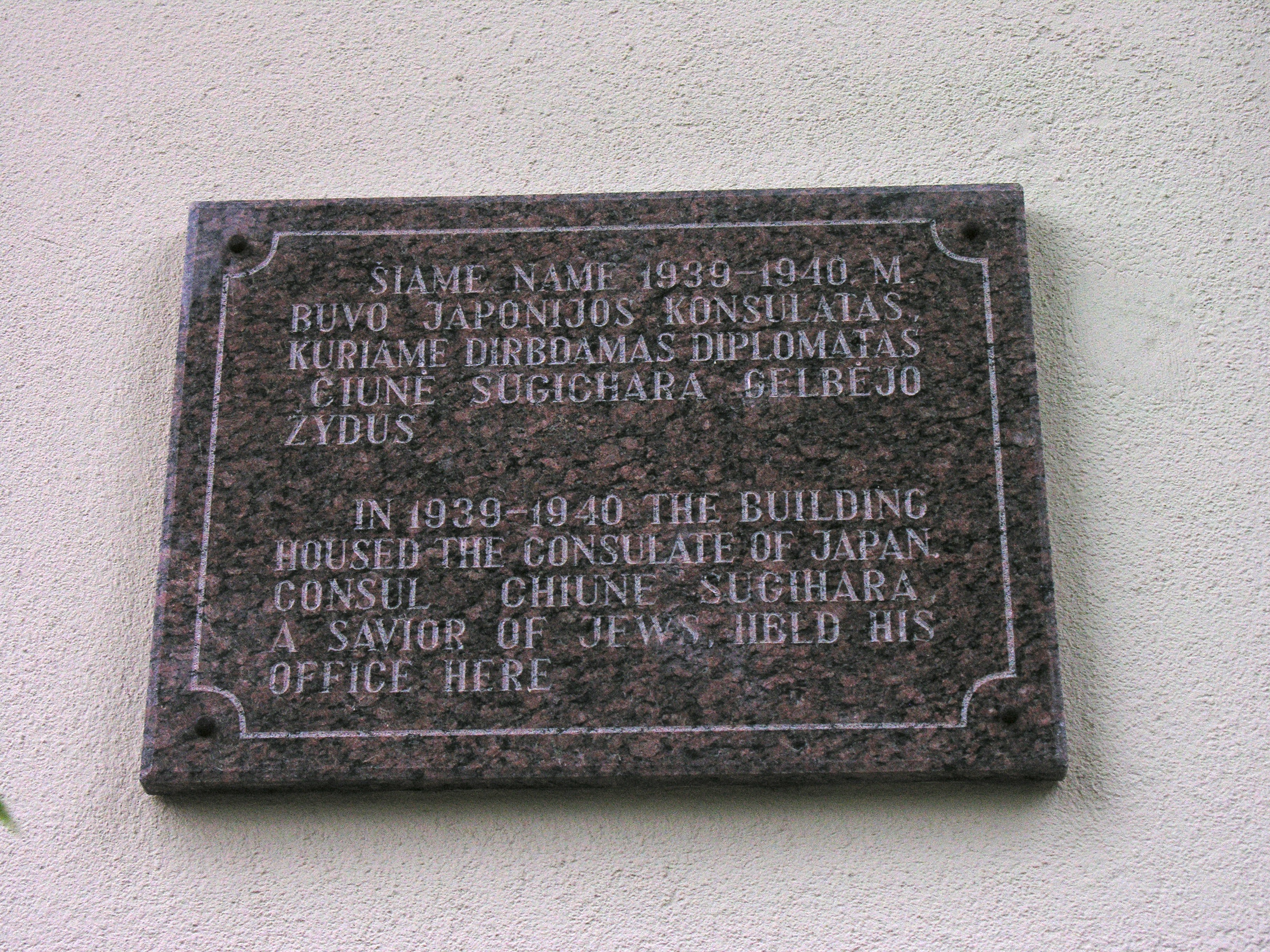
Tablica pamiątkowa na budynku dawnego konsulatu japońskiego w Kownie

Począwszy od 29–31 lipca Sugihara zaczął przyznawać wizy z własnej inicjatywy, korzystając jedynie z pomocy żony. Wielokrotnie łamiąc instrukcje, które wydało Tokio, przyznawał Żydom 10-dniowe wizy tranzytowe, umożliwiające przejazd przez Japonię. Załatwił także z władzami sowieckimi prawo do podróży przez Syberię dla osób, które otrzymały wizy – przy czym pozwolono tylko na 5 takich transportów koleją transsyberyjską przy standardowej cenie biletu.
Sugihara i jego żona kontynuowali ręczne wypisywanie wiz (poświęcając na to od 18 do 20 godzin dziennie i wystawiając w ciągu każdego dnia miesięczną liczbę wiz) aż do 4 września, kiedy to dyplomata musiał udać się do Berlina z powodu zamknięcia konsulatu w Kownie po aneksji 3 sierpnia 1940 Litwy przez ZSRR w formie Litewskiej SRR. Dzięki jego postawie udało się wystawić tysiące wiz dla żydowskich rodzin, które mogły w całości ujść z wojennego piekła. Świadkowie twierdzą, że Sugihara wypisywał wizy (wyrzucając je przez okno osobom, które ich potrzebowały), nawet gdy był już w pociągu odjeżdżającym do Niemiec. Liczba osób przez niego uratowanych jest sporna – szacuje się ją na od 2139 do 10 000 (przy czym nie jest tu ujęta liczba tzw. wiz rodzinnych wystawianych na kilka osób). Dużą liczbę fałszywych wiz wystawił także polski wywiad.
Wielu uciekinierów użyło wiz do podróży przez ZSRR do Kobe w Japonii, gdzie znajdowała się społeczność rosyjskich Żydów. Stamtąd około tysiąc osób wyjechało do USA i brytyjskiej Palestyny. Reszta musiała pozostać w Japonii aż do czasu, gdy została deportowana do Szanghaju, gdzie również znajdowała się duża społeczność żydowskich uchodźców, którzy pozostawali tam aż do kapitulacji Japonii w 1945 r. Uciekinierom pomagał ambasador Polski Tadeusz Romer oraz organizacje: Commitees for Assistance to Jewish Immigrants from Eastern Europe, American Joint Distribution Committee i HICEM.
Pomimo niemieckiego nacisku na wydanie tych osób lub ich zabicie, rząd japoński postanowił je ochronić. Jedną z hipotez dotyczących takiej postawy jest to, że Japończycy chcieli się odwdzięczyć za pożyczkę udzieloną im w czasie wojny rosyjsko-japońskiej przez żydowskich bankierów z Nowego Jorku.
Według innych źródeł doszło do konfrontacji dwóch rabinów z wysokimi rangą generałami japońskimi, którzy mieli zadecydować o losie Żydów będących na uchodźstwie na terenie Japonii. Dzięki niebywałemu szczęściu oraz odwadze i sprytowi udało się rabinom przekonać generałów, iż Żydzi, ze swoimi azjatyckimi korzeniami, w świetle agresywnych idei „czystości rasy” są bliżsi Japończykom niż Niemcy, co w rezultacie odegnało ponure widmo prześladowań w Japonii. Jednym z tych rabinów był emigrant, który uciekł z Litwy dzięki pomocy Sugihary.

## Rezygnacja

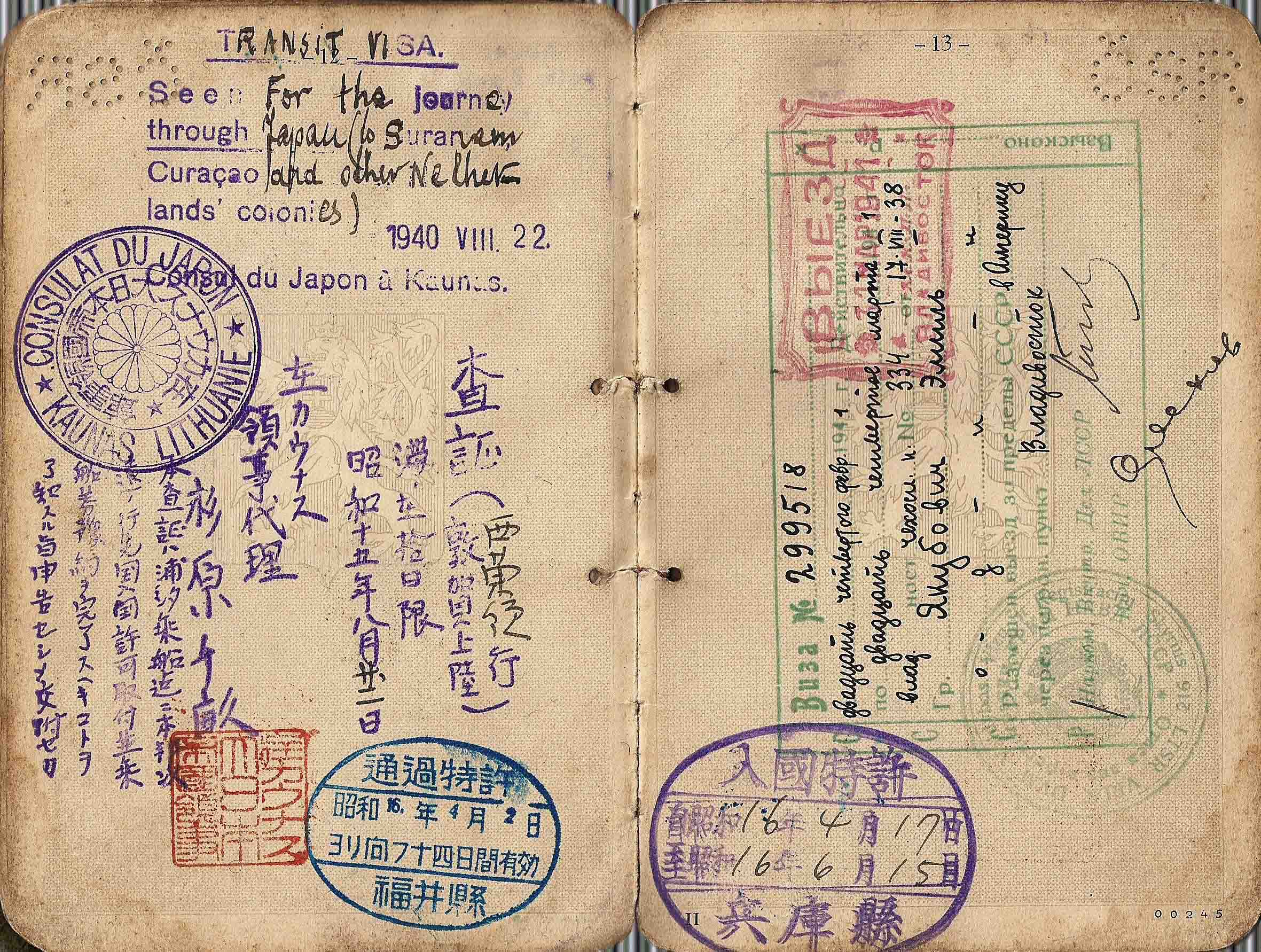
Paszport czechosłowacki z wizą, którą w 1940 r. wydał dyplomata Sugihara

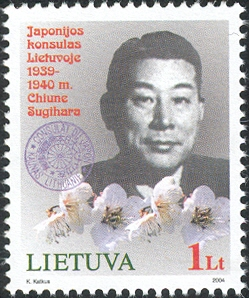
Sugihara na litewskim znaczku pocztowym (2004)

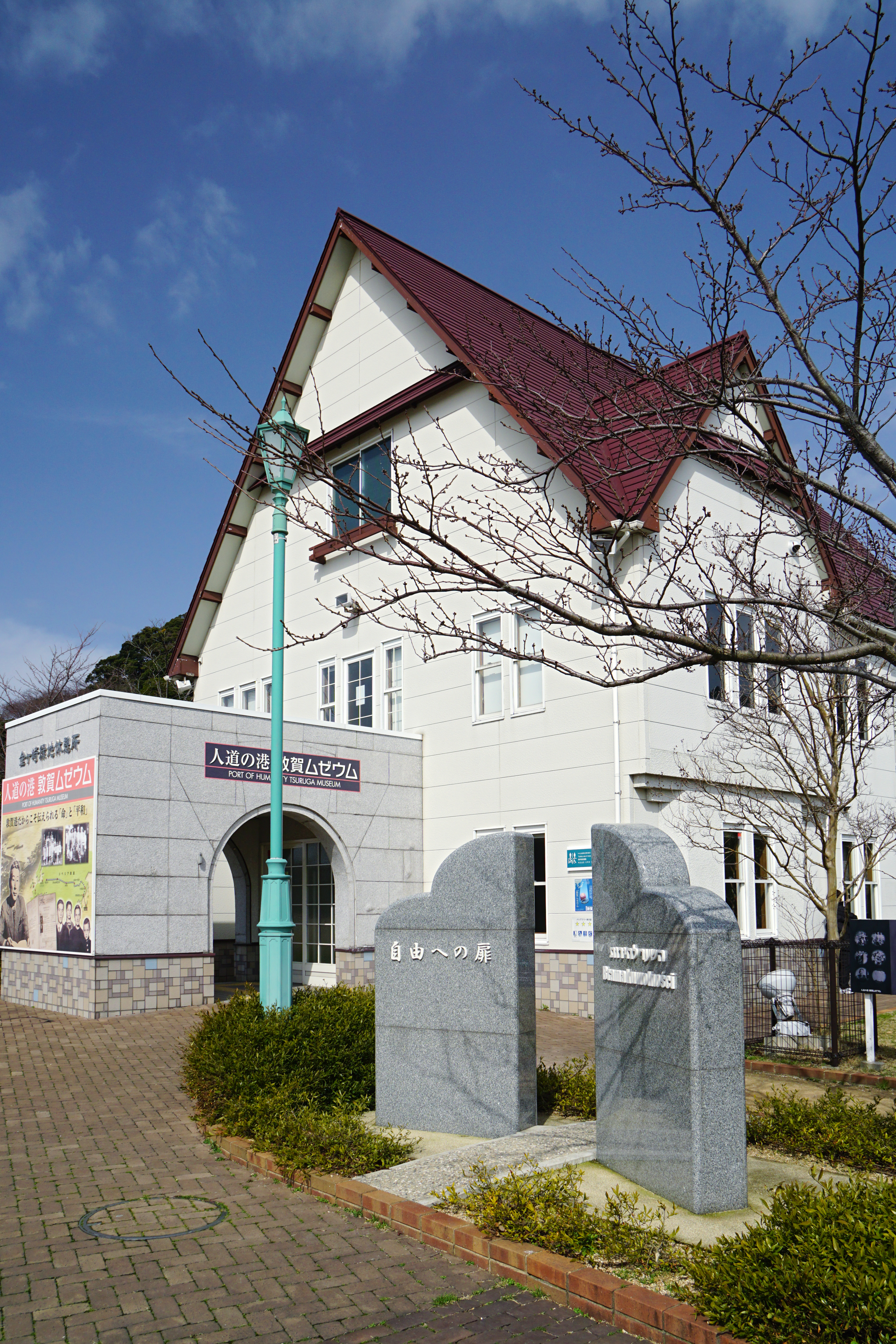
Port of Humanity Tsuruga Museum

Japońskie MSZ, ciągle potrzebujące językowych i organizacyjnych zdolności Sugihary, postanowiło się wstrzymać z jego dyscyplinarnym ukaraniem. Sugihara został przeniesiony na stanowisko konsula generalnego w Królewcu. Następnie pełnił funkcję konsula generalnego Japonii w Pradze w Protektoracie Czech i Moraw (od marca 1941 do końca 1942) i był członkiem poselstwa w Bukareszcie w Rumunii (1942–1944). Kiedy Armia Czerwona wkroczyła do Rumunii w sierpniu 1944, Sugihara został uwięziony razem z rodziną w obozie jenieckim na 18 miesięcy. Został wypuszczony w 1946 i wrócił do Japonii przez ZSRR koleją transsyberyjską i statkiem z portu w Nachodce.
W 1947 japońskie MSZ zwróciło się do niego z prośbą o rezygnację z pracy w służbie dyplomatycznej. Formalnie ze względu na redukcję personelu, ale w rzeczywistości było to spowodowane jego działalnością na Litwie. Sugihara przeżył to bardzo mocno. Dodatkowym ciosem była śmierć jednego z małoletnich synów, wyczerpanego przeżyciami powojennymi.
Sugihara zamieszkał w Fujisawa w prefekturze Kanagawa. Pracował tam dla firmy eksportowej. W latach 50. mając na utrzymaniu liczną rodzinę, podjął pracę w przedstawicielstwie firmy handlowej w Moskwie, wykorzystując swoją znajomość języka rosyjskiego. Mieszkając w prymitywnych warunkach, bez rodziny, spędził tam 16 lat.
W 1968 Jehoshua Nishri, radca handlowy ambasady Izraela w Tokio (jedna z osób, które zawdzięczały życie Sugiharze) odnalazł go i skontaktował się z nim. W następnym roku Sugihara odwiedził Izrael i został powitany z honorami przez rząd tego kraju.
W 1985 otrzymał nagrodę Jad Waszem i – jako jedyny Japończyk – został uhonorowany tytułem חסיד אומות העולם [hasid umot ha-olam] – „Sprawiedliwy wśród Narodów Świata”. Sugihara był jednak zbyt chory, aby udać się po odbiór nagrody i w jego imieniu odebrały ją jego żona i córka.
Chiune Sugihara zmarł w następnym roku – 31 lipca 1986.
Ulice w Wilnie i Kownie zostały nazwane jego imieniem. W budynku dawnego konsulatu japońskiego w Kownie mieści się muzeum. Jego imię nosi planetoida (25893) Sugihara. W latach 90. mieszkańcy Yaotsu postawili pomnik upamiętniający swego rodaka (The Chiune Sugihara Memorial).
W porcie Tsuruga, w prefekturze Fukui, znajduje się Muzeum Ludzkości (Port of Humanity Tsuruga Museum), w którym zaprezentowane są pamiątki dotyczące przyjazdu w 1920 roku polskich dzieci osieroconych podczas rewolucji październikowej oraz żydowskich uchodźców w 1940 roku z „wizami na życie”, wydanymi przez Chiune Sugiharę. Można tam zobaczyć m.in. eksponaty dotyczące przybycia tych uchodźców do Tsurugi i relacje świadków.
W 2015 Japończycy w polskich plenerach i z japońsko-polską obsadą aktorską nakręcili film biograficzny o „japońskim Schindlerze” pt. „Ambasador nadziei”.

## Odznaczenia
- Order Świętego Skarbu, Złote i Srebrne Promienie – 1944, Japonia
- Sprawiedliwy wśród Narodów Świata – 1985, Izrael
- Krzyż Ratowania Ginących – 1993, Litwa, pośmiertnie[3]
- Krzyż Komandorski Orderu Zasługi RP – 1996, Polska, pośmiertnie[4]
- Krzyż Komandorski z Gwiazdą Orderu Odrodzenia Polski – 2007, Polska, pośmiertnie[5]